# Episodi di Dio vede e provvede (prima stagione)
Questa è la lista degli episodi della serie televisiva Dio vede e provvede.
| nº | Titolo episodio       | Prima TV Italia  |
| -- | --------------------- | ---------------- |
| 1  | La lucciola           | 29 ottobre 1996  |
| 2  | La suora spaccona     | 5 novembre 1996  |
| 3  | Miracolo all'italiana | 12 novembre 1996 |
| 4  | Sogni proibiti        | 19 novembre 1996 |
| 5  | Sei suore e un bebè   | 26 novembre 1996 |
| 6  | Tutte al mare         | 3 dicembre 1996  |
| 7  | I due cardinali       | 10 dicembre 1996 |

## La lucciola
Amelia è una prostituta che vorrebbe cambiare vita e ritrovare la figlia di cui, oramai, ha perso le tracce. Tutto cambia quando, sotto gli occhi dell’amica Ida, viene ingaggiata da due malviventi per consegnare una misteriosa borsa ad un uomo, che in cambio le restituisce un pacchetto. Un evento inaspettato, tuttavia, sconvolge i piani: tornata alla macchina trova uno dei due criminali ucciso.
La donna, incolpata dell’omicidio, decide di rifugiarsi in un bagno della stazione e nella foga colpisce con la porta una giovane suora. Da qui la decisione di sostituirsi ad essa, rubandole i vestiti e lasciandola letteralmente nei suoi panni. 
La protagonista si ritrova così in un convento al posto di “suor Amelia” e fa sin da subito la conoscenza delle bambine ospiti della struttura, nonché delle suore lì presenti: l’austera madre generale suor Orina, la giovane suor Luminosa, le simpatiche suor Apollonia e suor Gemma, l’esperta di motori suor Orsola.
Tra tutte è la piccola Rosetta, aiutata da uno speciale angelo custode di nome Gaetano, ad aver capito tutto di Amelia, considerandola sin da subito come la soluzione a tutti i loro problemi. Sul convento, difatti, pesa una pessima condizione finanziaria, una situazione che sembra far gola al sindaco, in procinto di acquisire l’edificio per destinarlo ad un resort lussuoso.
Ben presto, si capisce che la suora di cui Amelia ha preso il posto altri non è che un’economa inviata dal ragioniere Scalia (Francesco Scali), in combutta con il sindaco, per verificare lo stato finanziario del convento. Amelia cerca, dunque, di trovare una soluzione. Dapprima provando a vendere un prezioso quadro votivo all'ex boss don Caracciolo, poi guidando una protesta delle suore contro il sindaco e screditando Scalia con un divertente espediente (approfittando del fatto che non la riconosca), ed infine trovando un cavillo legale che porta alla riduzione del debito.
In parallelo, mentre le vicende della protagonista vanno avanti, si scopre che la vera suor Amelia, in preda ad un’amnesia, è ricoverata in un ospedale credendo di essere una ex prostituta. 
La soluzione dei problemi, in realtà, è sotto il naso di tutti: il misterioso pacchetto, che l’uomo alla stazione aveva dato ad Amelia, altro non nasconde che soldi, probabilmente frutto di uno scambio di sostanze stupefacenti. Tutto sembra risolto, ma i malviventi, ingaggiati dal capo “Pistacchio”, riprendono con violenza il denaro. Non rimane che un’idea: chiedere l’intervento del potente don Caracciolo, convintosi grazie all'intervento dell’angelo Gaetano, che obbliga così i delinquenti a restituire il denaro alle suore. Il sindaco però sembra tramare ancora.
Amelia, nonostante non sia più in pericolo, lascia l’amica Ida e il protettore Italo, e decide, per il momento, di rimanere in convento. A fine episodio un evento sconvolge ulteriormente i suoi piani: l’arrivo di Dorotea, una nuova bambina che si rivela essere la figlia della quale da anni aveva perso le tracce.

## La suora spaccona
Suor Amelia, ancora sotto mentite spoglie, decide di rimanere in convento per seguire Dorotea, la figlia scomparsa arrivata lì da poco. Per non destare sospetti, la donna chiede all'amica Ida di fingersi la mamma della piccola. La presenza della bambina, verso cui suor Amelia prova un innato legame materno, provoca però una forte gelosia in Rosetta, che cerca in ogni modo di attirare l’attenzione.
Quest’ultima, infatti, approfittando dell’assenza dell’angelo Gaetano, decide di scappare alla ricerca di una ricca zia. Il sindaco, ancora con mire sul convento, capovolge a suo favore la situazione minacciando le suore di denunciarne la scomparsa e di fare scoppiare un vero e proprio scandalo. Intanto, un nuovo evento turba la protagonista: l’arrivo in convento della vera suor Amelia, la quale, ancora in preda ad un’amnesia, pensa di essere una ex prostituta sulla via della conversione e decide di prendere il nome di suor Teresa. 
Pressate dalle minacce del sindaco, le suore, nel frattempo, partono alla ricerca di Rosetta, rischiando di girare senza una precisa meta. Provvidenziale è l’intervento dell’angelo Gaetano, il quale, visibile solo agli occhi di Amelia, si unirà al gruppo, indirizzando le ricerche verso Bolzano, luogo in cui risiede la zia di Rosetta. La bambina, intanto, giunta proprio a Bolzano, non trovando la zia, si unisce ad un gruppo di ragazzini di strada, cercando di ingegnarsi per sopravvivere. Le suore, arrivate anch'esse in città, guidate da Gaetano, trovano Rosetta nella centrale di polizia e dopo essersi ricongiunte, prendono il primo treno per tornare in convento ed evitare lo scandalo minacciato dal sindaco.
Quest’ultimo, complice un guasto del treno, è in procinto di allertare le autorità, e a suor Onorina, nella speranza di prendere tempo, non rimane che una soluzione: ingaggiare un’interminabile partita di biliardo, in quanto ex campionessa europea, con il sindaco, grande appassionato del gioco. Dopo una serie di peripezie, suor Amelia, grazie all'aiuto di suor Orsola, riesce a riportare Rosetta in convento, evitando per un soffio l’intervento dei carabinieri.
In chiusura, Gaetano si congeda dal suo ruolo, mentre suor Orina esce vincitrice dalla memorabile sfida a biliardo con il sindaco.
- Ascolti Italia: telespettatori 5 827 000 – share 21,11%[1]

## Miracolo all'italiana
Suor Teresa, ossia la vera suor Amelia, complice la confusione da amnesia, pensa di aver assistito ad un’apparizione mistica. Ben presto, la voce si sparge ed arriva al sindaco Bellucci che ancora una volta vuole approfittare della situazione: pubblicizzare l’evento per risollevare le sorti economiche dell’amministrazione. 
A tal proposito, Bellucci contatta la scaltra giornalista Natalina Ercolani (Chiara Noschese) che si reca immediatamente in convento alla ricerca dello scoop. La donna, accompagnata dal fotografo Paco (Gabriele Cirilli), inizia a tartassare le suore, ed Amelia, intenzionata a mantenere l’anonimato, devia in tutti i modi l’attenzione dei due. 
Intanto, don Caracciolo, ex boss e vedovo inconsolabile, subisce un incidente automobilistico e viene estratto in salvo dalle fiamme da una figura femminile. Giunto in ospedale, l’uomo racconta tutto alle suore descrivendo loro la misteriosa donna, ed ipotizzando erroneamente che possa trattarsi della giornalista Ercolani. L’unica ad aver compreso tutto, grazie all'aiuto di Gaetano, è Rosetta: la misteriosa donna altri non è che l’angelo custode dell’uomo, invisibile a tutti tranne che alla bambina. 
Don Caracciolo, invece, convinto di avere trovato la propria salvatrice, rintraccia la giornalista, la quale, colpita dall'uomo, decide di prendersi il merito di quanto accaduto e di accettare il suo invito a pranzo, iniziando così una frequentazione.
Nel frattempo, non ottenendo i risultati sperati, il sindaco, in combutta con il malvivente Pistacchio, organizza una finta apparizione per ottenere pubblicità. Un complice vestito da angelo, difatti, si presenta davanti alla povera suor Teresa, convinta di avere avuto l’ennesima visione. Le suore, messe al corrente dello strano fenomeno, decidono di mantenere sulla vicenda il più stretto riserbo, portando così il sindaco ad architettare un nuovo piano. Questa volta viene nascosto un microfono accanto al crocifisso della chiesa e sentendone la voce, suor Teresa pensa ancora una volta di avere avuto un segnale divino.
Amelia, messa al corrente di quanto accaduto, scopre il microfono e di conseguenza l’inganno architettato, poco prima che la notizia venga diffusa. La donna, con l’aiuto di don Caracciolo, tende una trappola al sindaco e quest’ultimo, onde evitare uno scandalo, viene costretto a dichiarare pubblicamente che pagherà l’affitto del convento per i prossimi anni. Risolto tutto, suor Teresa decide di partire in missione ed Amelia, presa dai sensi di colpa, le rivela la verità sullo scambio di identità effettuato, ma non viene presa sul serio.
Alla fine dell’episodio Don Caracciolo, con l’aiuto di Rosetta, riesce finalmente a vedere il suo angelo custode, così come Amelia: niente di meno che qualcuno di molto simile a Charlie Chaplin.

## Sogni proibiti
Uno strano sogno turba Amelia: un bizzarro prete (Fiorello), sulle note di una canzone gospel, celebra il suo matrimonio con don Caracciolo. Uscendo dalla chiesa, però, un killer spara all'uomo uccidendolo. Svegliatasi di soprassalto, la donna racconta il sogno alle suore che, tra l’ilarità generale, la punzecchiano affermando che possa essere premonitore di qualche evento. Ben presto si scopre che don Caracciolo dovrà deporre ad un processo in qualità di testimone chiave contro i fratelli Belladonna, notizia che sarebbe dovuta rimanere nascosta. In parallelo, si assiste alla telefonata di un misterioso individuo che ingaggia un killer (Tony Sperandeo), lo stesso uomo che Amelia ha visto in sogno, sulle tracce di don Caracciolo.
Intanto, prosegue lo scambio di lettere della protagonista con suor Teresa, da qualche tempo in missione, nel tentativo di convincerla, senza successo, della veridicità del loro scambio di identità.
Dopo qualche giorno Amelia è vittima di un altro sogno: don Caracciolo pare corteggiarla, ma una voce dall'alto le dice di andare oltre le apparenze. Pochi istanti più tardi qualcuno prova ad uccidere di nuovo l’uomo. Nel frattempo, don Caracciolo, preoccupato per la diffusione della notizia, è spiato dal killer, il quale, complice un problema all'occhio, gli spara senza riuscire a finirlo. Caracciolo, ferito, riesce a scappare e a rifugiarsi in convento, subendo, in gran segreto, un intervento per la rimozione del proiettile.
Poco dopo, una donna di nome Rachele (Victoria Zinny) si affaccia in convento, chiedendo proprio dell’uomo. Si tratta di una sua vecchia fiamma, la quale, ingaggiata dall'avvocato dei fratelli Belladonna, gli lascia un assegno in cambio del suo silenzio al processo.
Mentre i sentimenti verso Caracciolo confondono Amelia, quest’ultima vede il killer aggirarsi per la città, avendo così la prova della veridicità di quanto immaginato. Decisa a risolvere la situazione, la donna chiede aiuto al commissario senza alcun successo, vista l’assenza di prove. 
Decide, allora, di rivolgersi al malvivente Pistacchio chiedendogli di tendere una trappola al killer, facendogli credere in una soffiata sul nascondiglio di Caracciolo. L’assassino viene così imprigionato, ma riesce a corrompere Pistacchio e a scappare verso il convento. Giunto a destinazione, a causa del solito problema all'occhio, chiede ad uno scagnozzo di sparare a Caracciolo al suo posto, portando così a termine il compito.
Ben presto, si scopre che tutto è un inganno. Pistacchio, in combutta con Amelia, ha infatti finto il doppio gioco, avvisando in tempo le suore ed evitando così che sparassero realmente a Caracciolo. Quest’ultimo, vivo e vegeto, riesce a prendere parte al processo e a testimoniare contro i fratelli Belladonna. 
Nonostante tutto sia risolto, i sogni di Amelia su Caracciolo sembrano proseguire. Qualcosa però cambia: nel suo immaginario l’uomo viene ancora ucciso dal killer, ma questa volta Amelia sembra serena: la morte di Caracciolo indica metaforicamente la fine della vecchia vita della donna e l’inizio di un nuovo percorso, alludendo ai suoi futuri voti.

## Sei suore e un bebè
Il Natale è alle porte e le bambine ospiti del convento si accingono ad allestire il presepe. Mentre fervono i preparativi, una donna (Viviana Natale) abbandona in chiesa un neonato, ritrovato qualche istante dopo proprio da Dorotea e Rosetta, le quali decidono di accudirlo in gran segreto per timore che venga portato via. L’inganno delle bambine dura però poco. Amelia scopre tutto, ma riesce a prendere tempo con la madre superiora, promettendo di ritrovare i genitori del piccolo.
Le voci di un minore abbandonato giungono subito al sindaco Bellucci che, in cerca di un ulteriore motivo per sfrattare le suore, si reca in convento per indagare, stavolta senza successo. Ben presto si scopre che Rosalia, questo è il nome della madre del piccolo, e suo marito Tonino (Peppe Zarbo) sono stati costretti ad abbandonare il bambino onde evitare maggiori pericoli. 
La coppia di agricoltori è infatti vittima dei tentativi di estorsione di Pistacchio, pronto a rapire il bambino in caso di mancato pagamento. L'unico a difendere i due dai ricatti del malvivente sembra essere don Caracciolo, la cui nomea incute ancora timore in Pistacchio. Quest’ultimo stufo delle sue continue intromissioni decide però di incastralo e di toglierlo dalla circolazione, mettendo nella sua casa un prezioso quadro rubato e avvisando la polizia.
Nel frattempo, suor Luminosa, grande appassionata di musica, scopre che Jack Partanna (Franz Di Cioccio), uno dei suoi artisti preferiti, ha deciso di abbandonare le scene per trasferirsi in un’abitazione proprio vicino al convento. Delusa da tale scelta, decide di andare a trovarlo e con la complicità di Amelia lo convince a tornare nel mondo della musica. 
La mamma del bambino, intanto, si reca in convento e confessa il motivo del suo abbandono. Le suore, sottostimando Pistacchio, la esortano a riprendere il figlio, ma appena usciti dal convento il piccolo viene rapito dal criminale. L’unica soluzione per Amelia è dunque quella di chiedere aiuto a don Caracciolo. L’uomo, in carcere da innocente, riesce ad allontanarsi momentaneamente grazie ad uno stratagemma e a costringere Pistacchio a restituire finalmente il bambino.
Giunti alla notte di Natale, il convento festeggia sulle note di Jack Partanna ed Amelia vorrebbe cogliere l’occasione per confessare a Dorotea di essere la sua vera madre, ma anche questa volta non riesce.